# Hexenfenster

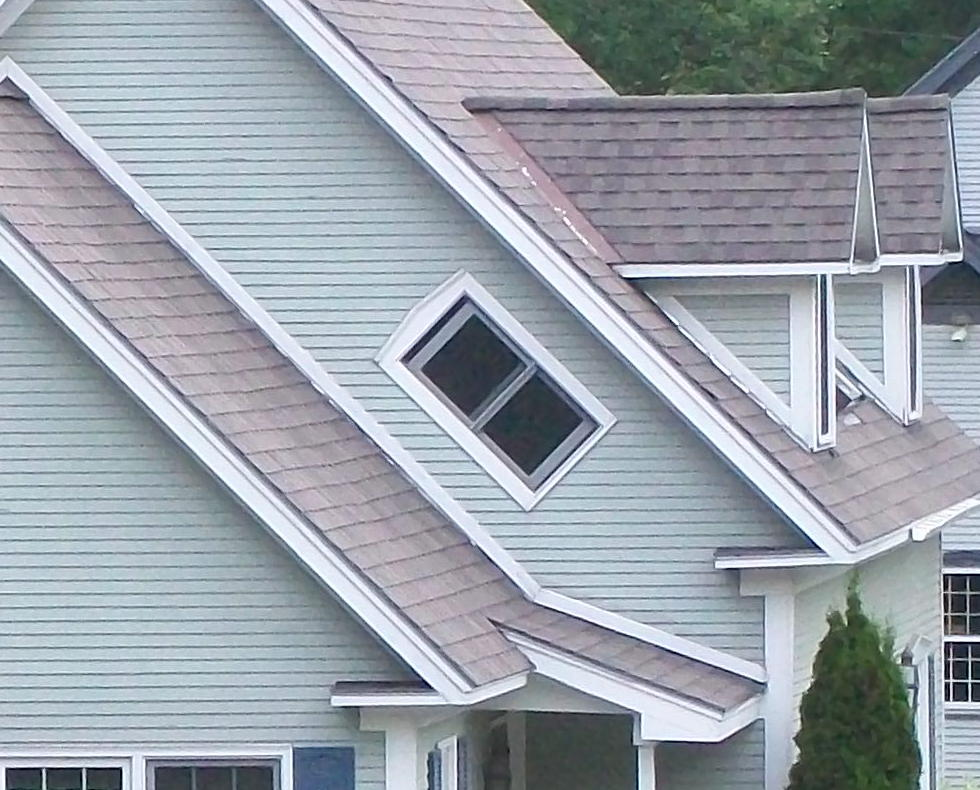
Ein Vermont oder Hexenfenster.

In der amerikanischen Volksarchitektur ist ein Hexenfenster (unter anderem auch bekannt als Vermont-Fenster) ein schräg stehendes Fenster, in dem schmalen Bereich der Giebelwand eines Gebäudes, der verbleibt, wenn der Giebel eines niedrigeren Daches an den Giebel eines höheren Daches anschließt. Die Besonderheit besteht darin, dass das Fenster entsprechend der Dachneigung des abgetreppten Daches geneigt eingebaut wird, so dass seine Längsseite parallel zum Ortgang verläuft. Im Gegensatz zum üblichen lotrechten Einbau kann auf diese Weise ein deutlich größeres Fenster verbaut werden.
Hexenfenster finden sich fast ausschließlich im US-Bundesstaat Vermont oder in dessen Nähe, überwiegend in den zentralen und nördlichen Gebieten des Staates. Sie sind typisch für Bauernhäuser des 19. Jahrhunderts und im Neubau seltener zu finden.

## Wortherkunft
Der Name „Hexenfenster“ mag dem Volksglauben entstammen, dass Hexen ihre Besenstiele nicht durch die gekippten Fenster fliegen können. Die Fenster werden auch „Sargfenster“ genannt. 
Vermont Fenster werden auch als „seitliche“ (sideways) oder „faule Fenster“ (lazy windows) bezeichnet.

## Konstruktion
Gaubenfenster sind in Vermont ungewöhnlich, besonders im Altbau. Fenster werden meist in Wänden platziert. Bei einer giebelseitigen Erweiterung eines Hauses, etwa durch einen niedrigeren Küchenflügel oder einen angebauten Schuppen, verbleibt in der Giebelwand unter Umständen nur ein schmaler Wandstreifen, der nicht breit genug ist, um ein Fenster lotrecht einzubauen. Wenn das Obergeschoss weder Dachgauben noch Dachflächenfenster besitzt, so trägt allein das Fenster in der Giebelwand zur Belichtung der gesamten Geschossfläche bei.
Wird das Fenster gedreht, bis seine lange Seite parallel zur Dachkante verläuft, kann der für das Fenster verfügbare Platz besser ausgenutzt werden. So wird nicht nur die Fensterfläche (und damit der Lichteinfall und die Belüftung) maximiert, sondern auch der Bau oder Kauf eines individuellen Fensters vermieden.

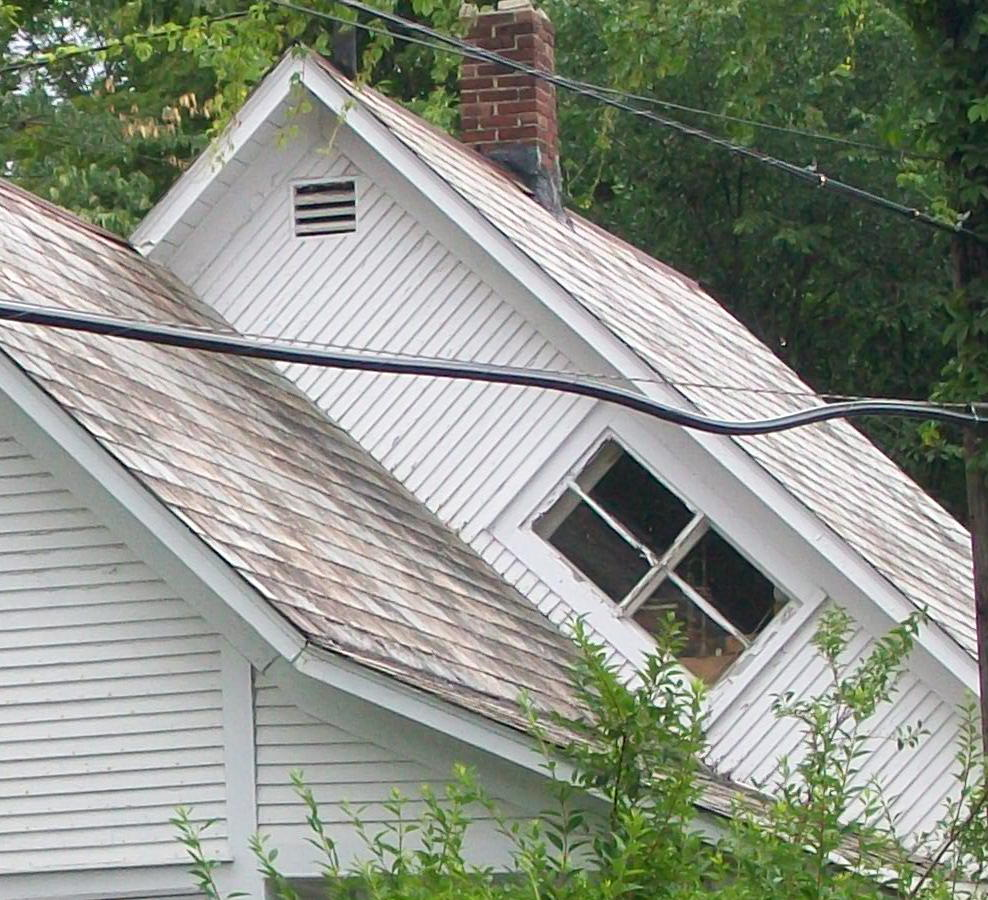
Bei diesem Haus werden die Schindeln schräg zum Fenster montiert.

Die diagonale Ausrichtung des Fensters kann die Öffnungsfunktionalität, den Zuschnitt der Verkleidung und die Abdichtung der Verglasungsfuge erschweren. Gelegentlich wird die Verkleidung der Wand so ausgerichtet, dass sie parallel zu Fensterrahmen und Dachkante verläuft.

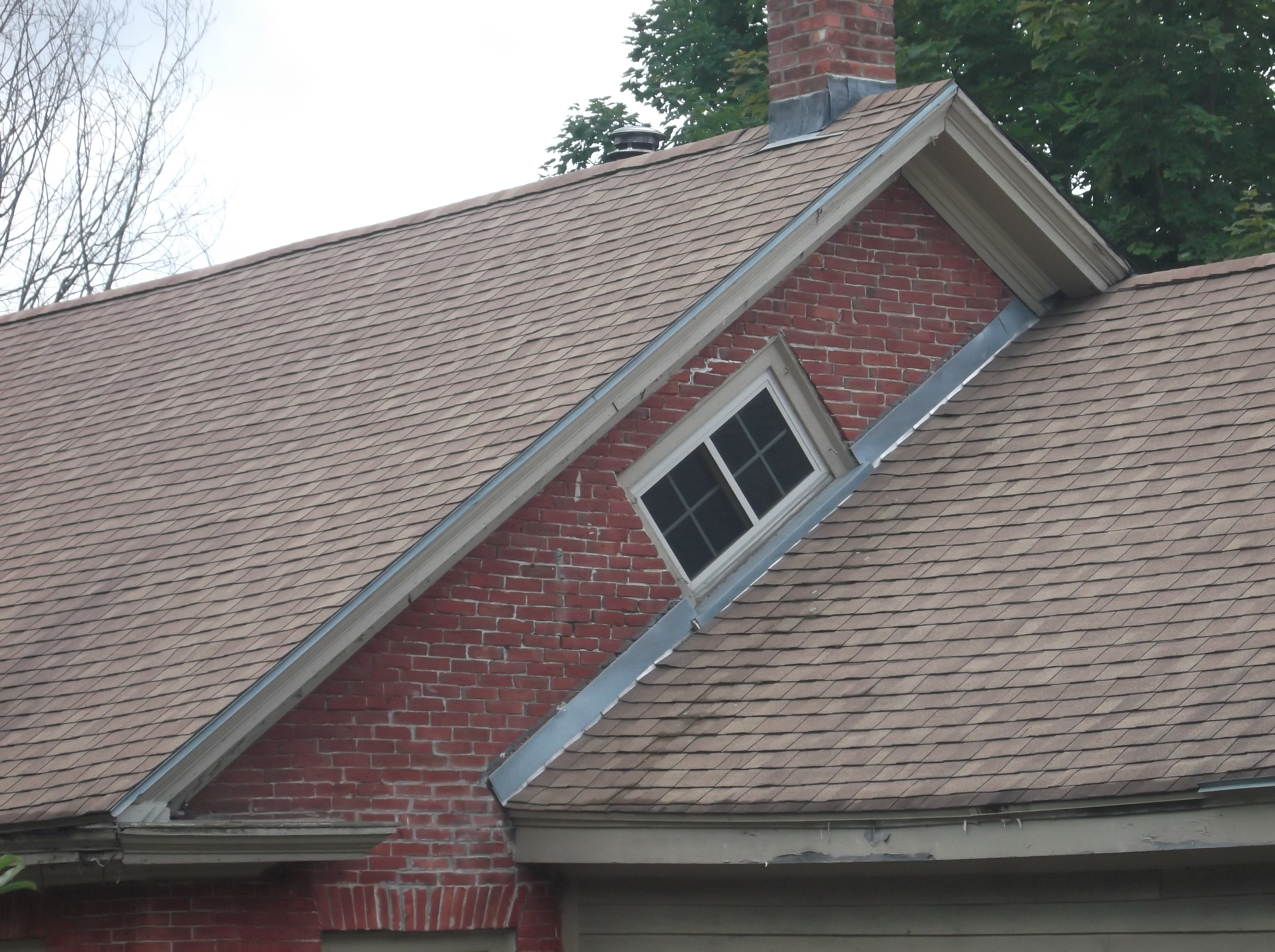
Ein diagonales Fenster in einer Ziegelwand.